# Dyasma
Dyasma é um gênero de traça pertencente à família Arctiidae.